# Dover (band)

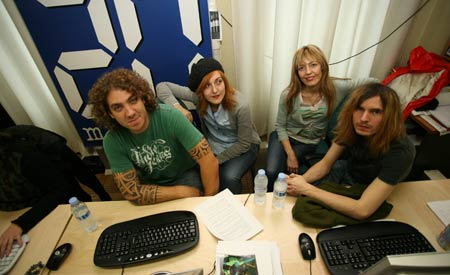
Dover

Dover is een Spaanse rockband uit Madrid die sinds 1994 muziek maakt. Ze zingen in het Engels, wat vrij bijzonder is voor een zuiver Spaanse band. De groep bestaat uit Amparo en Cristina Llanos, Jesús Antúnez en Samuel Titos.
In 2007 hadden ze een hitje met het nummer Do Ya.